# Мамаду Сако
Мамаду́ Сако́ (фр. Mamadou Sakho, нар. 13 лютого 1990, Париж, Франція) — французький футболіст сенегальського походження, захисник збірної Франції та французького «Монпельє».

## Клубна кар'єра
Вихованець юнацьких команд футбольних клубів «Париж» та «Парі Сен-Жермен».
У дорослому футболі дебютував 2006 року виступами за команду клубу «Парі Сен-Жермен». З 2009 по 2013 роки — стабільний гравець основного складу паризького клубу. 
У 2013 році перейшов в англійський «Ліверпуль» приблизно за 21 мільйон євро.
Взимку 2017 року був відправлений в оренду до «Крістал Пелес», а вже влітку перейшов в цей клуб на постійній основі, підписавши чотирирічний контракт.

## Виступи за збірні
2005 року дебютував у складі юнацької збірної Франції, взяв участь у 19 іграх на юнацькому рівні (в командах різних вікових категорій), відзначившись одним забитим голом.
Протягом 2008–2010 років залучався до складу молодіжної збірної Франції. На молодіжному рівні зіграв у 17 офіційних матчах, забив один гол.
2010 року дебютував в офіційних матчах у складі національної збірної Франції.
Відмітився дублем у матчі-відповіді плей-оф відбору до Чемпіонату світу 2014 року проти України, що й дало змогу збірній Франції пройти далі.

## Досягнення

### Командні
«Парі Сен-Жермен»
- Чемпіон Франції: 2012-13
- Володар Кубка французької ліги: 2007-08
- Володар кубка Франції: 2009-10
- Володар Суперкубка Франції: 2013

«Торпедо» (Кутаїсі)
- Володар Суперкубка Грузії (1): 2024

### Особисті
- Найкращий молодий гравець чемпіонату Франції:

2011